# Droide (Star Wars)
En la franquicia Star Wars, el término droide hace referencia a un robot ficticio que posee cierto grado de inteligencia artificial. El término es una forma abreviada de "androide", una palabra originalmente reservada para los robots diseñados para verse y actuar como humanos. La palabra "androide" en sí proviene de la palabra latina nueva "androīdēs", que significa "humano", en sí misma del griego antiguo ἀνδρος (andrós) (genitivo de ἀνήρ (anḗr), "hombre (varón adulto)" o "ser humano") + -ειδής (-eidḗs), en sí misma de εἶδος (e îdos, "forma, imagen, forma, apariencia, aspecto").
El creador de la franquicia George Lucas utilizó por primera vez el término "droide" en el segundo borrador del guion de Star Wars, completado el 28 de enero de 1975. Sin embargo, la palabra tiene un precedente: la escritora de ciencia ficción Mari Wolf usó la palabra en su historia "¡Robots of the World! Arise!" en 1952. No se sabe si Lucas conocía esta referencia cuando escribió la película, o si se le ocurrió el término de forma independiente.
La palabra "droide" fue registrada por Lucasfilm Ltd desde 1977.

## Detrás de escena
Los droides son realizados utilizando una variedad de métodos, que incluyen el uso de robótica, actores dentro de disfraces (en un caso, sobre zancos), y animación por computadora (o CGI).

### Marca comercial
Lucasfilm registró "droide" como marca comercial en 1977. El término "Droid" ha sido utilizado por Verizon Wireless bajo licencia de Lucasfilm, para su línea de teléfonos inteligentes basados en el sistema operativo Android. El teléfono celular basado en Android de Google de finales de 2009 de Motorola se llama Droid. Esta línea de teléfonos se ha ampliado para incluir otros teléfonos basados en Android lanzados bajo Verizon, incluidos HTC Droid Eris, HTC Droid Incredible, Motorola Droid X, Motorola Droid 2 y Motorola Droid Pro. El término también se usó para los proyectos de Lucasfilm EditDroid, un sistema de edición no lineal, y SoundDroid, una de las primeras estaciones de trabajo de audio digital. El nombre "Omnidroid" se usó con el permiso de Lucasfilm para la película de Pixar de 2004, Los Increíbles, en referencia a una línea de robots letales construidos por el antagonista de la película.

## Tipos ficticios de droides
La franquicia, que comenzó con la película Star Wars (más tarde llamada, Una Nueva Esperanza) de 1977, presenta una variedad de droides diseñados para realizar funciones específicas. De acuerdo con el material de antecedentes, la mayoría de los droides carecen de verdadera sensibilidad y se les otorgan habilidades de procesamiento suficientes solo para llevar a cabo la función asignada. Sin embargo, con el tiempo, los droides pueden desarrollar sensibilidad por sí mismos a medida que acumulan experiencia. Los borrados periódicos de la memoria pueden evitar que esto suceda, pero aquellos que logren escapar de este destino comenzarán a desarrollar sus propias personalidades.
Dentro del universo de la franquicia, se utiliza un sistema de clases para categorizar a los droides según su conjunto de habilidades: droides de primera clase (ciencias físicas, matemáticas y médicas), droides de segunda clase (ciencias técnicas y de ingeniería), droides de tercera clase (ciencias sociales y funciones de servicio), droides de cuarta clase (funciones militares y de seguridad) y droides de quinta clase (trabajo de baja categoría y otras funciones no relacionadas con la inteligencia).

### Droide de protocolo
Un droide de protocolo se especializa en traducción, etiqueta y costumbres culturales, y normalmente tiene una apariencia humanoide. Los droides de protocolo se utilizan para ayudar en las comunicaciones durante las negociaciones diplomáticas o comerciales y, a menudo, funcionan como asistentes personales de sus propietarios. Los droides de protocolo también se utilizan para el servicio militar, ya sea como administradores, mensajeros o espías. Sin embargo, tienen una tendencia a tener una personalidad excéntrica y quisquillosa.
El ejemplo más notable es C-3PO, introducido en Una nueva esperanza y que reapareció en sus continuaciones y las trilogías precuelas y secuelas. Otros ejemplos de estos droides son 4-LOM, un droide de protocolo convertido en cazarrecompensas que responde a la llamada de Darth Vader para capturar el Halcón Milenario en El Imperio Contraataca (1980). TC-14, un droide con programación femenina que aparece en Star Wars: Episodio I - La amenaza fantasma (1999), y ME-8D9, un "droide de protocolo antiguo de fabricación desconocida" que reside y trabaja como traductor en el castillo de Maz Kanata en Takodana en Star Wars: El despertar de la fuerza (2015).

### Droide astromecánico
Un droide astromecánico proviene de una serie de "robots utilitarios versátiles generalmente utilizados para el mantenimiento y reparación de naves estelares y tecnología relacionada". Estos pequeños droides generalmente poseen "una variedad de apéndices con puntas de herramientas que se guardan en compartimentos empotrados". En ciertas naves espaciales, como los cazas estelares X-wing, los droides astromecánicos también funcionan como el sistema de navegación de la nave. Además de ayudar con el pilotaje y el mantenimiento, los droides astromecánicos funcionan junto con el hiperimpulsor de la nave para trazar un rumbo seguro cuando se viaja a velocidades superiores a la de la luz.
El ejemplo más notable es R2-D2, droide astromecánico introducido en Star Wars de 1977 y que ha aparecido en todas las películas posteriores. Otros ejemplos son el droide defectuoso R5-D4, que también hace una breve aparición en Star Wars y que ha aparecido en The Mandalorian. U9-C4, un droide tímido enviado en una misión con D-Squad, una unidad especial totalmente droide en Star Wars: The Clone Wars, C1-10P (apodado "Chopper"), un astromecánico "anticuado" que se repara a menudo y es uno de los personajes principales de Star Wars Rebels y BB-8, el droide astromecánico del piloto de caza X-wing Poe Dameron en The Force Awakens.

### Droide de batalla
Un droide de batalla es una clase de robot militar que se usa como una alternativa fácil de controlar a los soldados humanos, más notablemente visto en la trilogía de precuelas y en la serie de televisión The Clone Wars, en la que los modelos 'B1' y 'B2' son antagonistas frecuentes. Debido a su ubicuidad, los términos 'B1' y 'droide de batalla' se usan indistintamente; Los modelos 'B2' también se conocen como 'súper' droides de batalla. Estos droides se utilizan principalmente como las tropas principales de la Confederación de Sistemas Independientes o la Alianza Separatista, actuando como la contraparte de los soldados clon de la República Galáctica durante las Guerras Clon.
El modelo B1, alto y delgado, se parece a la especie geonosiana, cuyo taller de armaduras Baktoid diseñó y construyó los droides para la Federación de Comercio y más tarde para los separatistas. De pie 1,93 m (2,1 yd) altos, los droides de batalla B1 recibieron una apariencia humanoide para que pudieran operar la maquinaria y el armamento existentes, y están destinados a ser producidos en masa a bajo costo en grandes cantidades. Durante la Batalla de Naboo, los droides de batalla se controlaron desde una computadora de comando central como medida de ahorro. En el momento de las Guerras Clon, este inconveniente se rectificó dándoles la capacidad de pensamiento independiente limitado. El súper droide de batalla B2, introducido en la Batalla de Geonosis, fue diseñado por Techno Union y fabricado por Baktoid como una mejora del modelo B1 original. Fuertemente blindado y capaz de un pensamiento independiente limitado, cuenta con un cañón láser dual integrado en su brazo derecho.
Los droides de batalla B1 han sido criticados por ser oponentes ineficaces y aburridos en las películas, fácilmente destruidos y sin personalidad. Sin embargo, Rafael Motamayor de SyFy Wire argumenta que The Clone Wars de 2008 rehabilitó su imagen al darles personalidades distintas. Con la explicación en el universo de que los droides de batalla se actualizaron para tener un pensamiento independiente, los droides de batalla de la serie se muestran con conciencia de sí mismos de su naturaleza de carne de cañón. Esto se usa a menudo como un alivio cómico cuando los droides de batalla comentan sobre su trágica situación e incluso cuestionan las órdenes que los matarían a ellos mismos o a otros droides de batalla.
Más allá de los modelos B1 y B2, se han presentado muchos otros tipos de droides de batalla especializados en el universo de la franquicia. El droideka es una unidad de infantería pesada de tres patas diseñada por los colicoides, una especie parecida a un insecto sediento de sangre a la que se parece. Está equipado con dos blásteres y un generador de escudo deflector y puede transformarse en su forma de rueda, lo que permite que el droideka ruede hacia el enemigo a velocidades de hasta 75 km/h (46,6 mph). Los droides comando son versiones superiores del droide de batalla B1, construidos más resistentes con armadura para soportar el fuego de bláster y una programación de combate más avanzada y conciencia del campo de batalla. Los droides tácticos de la serie T sirven como asesores de los comandantes separatistas o grupos de mando de otros droides de batalla, mientras que los superdroides tácticos sirven como generales de ejércitos y flotas de droides. Los vehículos y naves espaciales droides incluyen droides buitre, droides araña enana y droides Hailfire. Después de las Guerras Clon, el Senado Imperial prohibió la fabricación de droides de batalla, pero con lagunas para la construcción de droides de "seguridad" y droides de combate experimentales. Esto incluye la serie KX del ejército imperial, de la cual K-2SO es un ejemplo, así como los Dark Troopers de servicio pesado de droides puros de Moff Gideon.

### Droide sonda

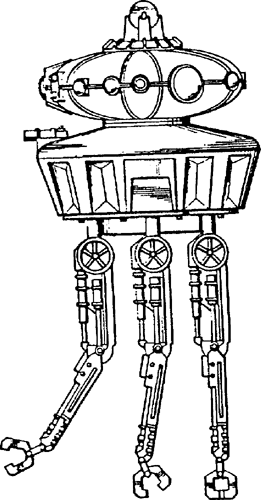
Boceto de un juguete droide sonda, de los documentos de patente de EE. UU.

Los droides sonda aparecen por primera vez en El Imperio Contraataca; allí el Imperio los despliega para buscar bases rebeldes ocultas. Se describen como máquinas que pueden realizar viajes a través de cápsulas equipadas con hiperimpulsor a casi cualquier lugar de la galaxia para buscar su objetivo. También llamados probots, miden 2 m (2,2 yd) de altura, y pueden flotar sobre el suelo en repulsores y propulsados por propulsores silenciados. Los probots están equipados con una variedad de equipos de detección, incluidos detectores de movimiento y sensores ultravioleta, un blaster para defensa propia y un transceptor HoloNet para transmitir cualquier descubrimiento a las fuerzas imperiales.
Durante la producción de The Empire Strikes Back, Joe Johnston dibujó paneles de guion gráfico influenciados por el cómic corto de Dan O'Bannon y Moebius "The Long Tomorrow" (1975), uno de los cuales reutiliza una pose que Johnston admitió que tomó prestada de dicho trabajo. El mismo panel del cómic presenta un diseño de robot de Moebius, que puede haber sido la base del diseño del droide sonda (o "probot") que los diseñadores conceptuales Johnston y Ralph McQuarrie crearon para la película.

### Otros droides
Los droides de trabajo se utilizan para una variedad de tareas, desde las más simples, como levantar objetos pesados, hasta las más complejas, como reparar maquinaria o administrar instalaciones completas, aunque su programación es muy específica para cada tarea. Los ejemplos incluyen droides mineros que extraen recursos valiosos, a menudo de entornos peligrosos, y droides de energía, reactores de fusión móviles que recargan barcos, máquinas y otros droides. Los droides de interrogación utilizan una variedad de dispositivos, productos químicos y técnicas para explotar las debilidades de un prisionero con el fin de extraer información de ellos. Los droides asesinos como la serie IG actúan con una eficiencia despiadada para cazar a sus objetivos; mientras que algunos sirven a otros maestros, otros pueden operar de forma independiente. Los droides médicos, por otro lado, trabajan incansablemente para curar a las personas que han sufrido daños, ya sea como asistentes médicos, parteras o médicos. Muchos de ellos poseen un conocimiento enciclopédico de las fisiologías de diferentes especies para que los pacientes puedan ser diagnosticados y tratados adecuadamente.

## Lista de personajes droides
| Nombre            | Interpretado por                                                                     | Descripción |
| ----------------- | ------------------------------------------------------------------------------------ | --- |
| 2-1B              | Voz: Denny Delk (The Empire Strikes Back)                                            | Droide médico en El Imperio Contraataca que atiende a Luke Skywalker en el tanque de bacta después del ataque Wampa en Hoth y reemplaza la mano de Luke. Un droide 2-1B también sirve como droide médico para Anakin Skywalker en Revenge of the Sith y se puede ver en la serie animada Star Wars Rebels. |
| 4-LOM             | Chris Parsons (The Empire Strikes Back)                                              | Droide de protocolo con características de insectoide, 4-LOM se encuentra entre los cazarrecompensas que respondenal llamado de Darth Vader para capturar el Halcón Milenario en El Imperio Contraataca. En la continuidad de Legends, es Jabba the Hutt quien actualiza la programación de 4-LOM, convirtiéndolo en un cazarrecompensas de pleno derecho, y lo asocia con su compañero cazarrecompensas Zuckuss. Formando equipo durante muchos años, 4-LOM y Zuckuss se unen a la Alianza Rebelde por un tiempo, incluso con aspiraciones de dominar la Fuerza. 4-LOM perdería estas aspiraciones y afiliaciones luego de ser muy dañada por Boba Fett y borrando su memoria, devolviéndolo a un frío cazarrecompensas calculador. La primera figura de acción de 4-LOM se identificó erróneamente como "Zuckuss" en la línea original de figuras de acción de Star Wars de Kenner.                                                                                      |
| 8D8               | Varios titiriteros (Return of the Jedi) Voz: Matt Berry (The Book of Boba Fett)      | Droide torturador que trabaja para Jabba the Hutt en Return of the Jedi , y luego trabajó para Boba Fett cuando este último ascendió al poder. Se creó una figura de acción de Kenner para este droide durante su línea original de Return of the Jedi. |
| 0-0-0             |                                                                                      | Droide de protocolo diseñado para especializarse en etiqueta, costumbres, traducción y tortura. Estructuralmente similar a C-3PO. Un asociado de Doctor Aphra y BT-1, el droide aparece por primera vez en la serie de Marvel Comics Star Wars: Darth Vader y ahora aparece en gran medida en la serie Doctor Aphra en curso. |
| AP-5              | Voz: Stephen Stanton (Rebels)                                                        | Un droide de protocolo RA-7 de las Guerras Clon, sirviendo con la República Galáctica como navegante; más tarde, el Imperio le encomendó tareas de inventario, antes de que C1-10P/Chopper lo encuentre en el episodio de Rebels "The Forgotten Droid". Actúa como una contraparte similar a C-3PO de Chopper en el servicio rebelde, y ayuda al Escuadrón Fénix a encontrar una nueva base en Atollon, antes de que Bendu obligue a los rebeldes e imperiales a salir de Atollon en el episodio "Zero Hour". |
| AZI-3             | Voz: Ben Diskin (The Clone Wars, The Bad Batch)                                      | Droide médico al servicio de los clonadores de Kamino que ayuda a descubrir el secreto de la Orden 66 en The Clone Wars. |
| Míster Bones      |                                                                                      | Droide de batalla B1 reconstruido presentado en Aftermath, sirve como guardaespaldas leal, aunque homicida, de Temmin "Snap" Wexley. En el cómic Poe Dameron # 13, Snap lleva consigo la "plantilla de personalidad" de Míster Bones para la buena suerte, y la carga temporalmente en otro droide para proteger a Poe Dameron. |
| BB-8              |                                                                                      | El droide astromecánico de Poe Dameron en la trilogía secuela. BB-8 tiene un cuerpo esférico con una cabeza pequeña que se equilibra en la parte superior y se mueve rodando. |
| BB-9E             | Voz: Ken Watanabe (The Last Jedi)                                                    | Droide astromecánico de la serie BB chapado en negro al servicio de la Primera Orden en The Last Jedi. |
| BD-1              | Voz: Ben Burtt (Jedi: Fallen Order)                                                  | Pequeño droide anteriormente en posesión del Maestro Jedi Eno Cordova, quien se encuentra y se hace amigo de Cal Kestis en el planeta Bogano. Después de revelar un mensaje de Cordova sobre un Holocrón Jedi que contiene una lista de niños sensibles a la Fuerza, BD-1 se une a Cal en su búsqueda para encontrar el Holocrón y, con suerte, restaurar la Orden Jedi, convirtiéndose en miembro de la tripulación Stinger Mantis. |
| BT-1              |                                                                                      | Droide blastomech, un droide asesino diseñado para parecerse a un droide astromecánico con una variedad de armas de asalto integradas ocultas. Un asociado de Doctor Aphra y 0-0-0, el droide aparece por primera vez en la serie de cómics de Marvel Star Wars: Darth Vader y ahora aparece en gran medida en la serie Doctor Aphra en curso. |
| C1-10P (Chopper)  | Matt Martin (Rogue One) Voz: Dave Filoni (Rebels, Forces of Destiny)                 | Droide astromecánico de aspecto obsoleto con una forma de comportamiento cascarrabias y "bromista" a bordo del carguero rebelde Fantasma en Star Wars Rebels. Chopper reaparece más tarde en Rogue One en el Gran Templo de Massassi en Yavin 4, al igual que el propio Fantasma y Hera Syndulla (a quien se menciona solo como General de la Rebelión). |
| C-3PO             | Anthony Daniels                                                                      | Droide de protocolo reparado por Anakin Skywalker que aparece en las nueve películas principales de Star Wars y Rogue One. |
| CH-33P            | Voz: Dave Filoni (The Clone Wars)                                                    | Droide astromecánico serie C1 que ayuda a Ahsoka Tano cuando se emite la Orden 66 en The Clone Wars. Es destruido por soldados clon que buscan ejecutar a Ahsoka. |
| D-O               | Voz: J. J. Abrams (The Rise of Skywalker)                                            | Pequeño droide que anteriormente pertenecía al mercenario Sith Ochi, quien es encontrado y reactivado por BB-8 en su antigua nave. Se muestra muy excitable y sigue a BB-8 donde quiera que vaya, queriendo ser como él. También puede hablar, aunque muy brevemente y tartamudeando. |
| EV-9D9            | Voz: Richard Marquand (Return of the Jedi), Mark Hamill (The Mandalorian)            | Droide de tortura que trabaja en el palacio de Jabba the Hutt en Return of the Jedi, que asigna roles para R2-D2 y C-3PO durante su breve permanencia bajo la propiedad de Jabba. |
| FX-7              |                                                                                      | Asistente droide médico del 2-1B en Hoth. Se produjo una figura FX-7 para la línea de figuras de acción Empire Strikes Back de Kenner en 1980. |
| GA-97             | Voz: David Acord (The Force Awakens)                                                 | Droide sirviente en el castillo de Maz Kanata, alineado con la Resistencia, que les informa de la presencia del BB-8 desaparecido en el castillo, lo que les permite movilizar sus fuerzas. |
| G-G               |                                                                                      | Droide astromecánico R4 que ayuda a Ahsoka Tano cuando se emite la Orden 66 en The Clone Wars. Es destruido por soldados clon que buscan ejecutar a Ahsoka. |
| Droide Gonk       |                                                                                      | |
| HK-47             |                                                                                      | Dentro de la continuidad de Star Wars Legends, HK-47 es un robot soldado humanoide, diseñado como un asesino violento, que apareció por primera vez en el videojuego de 2003 Star Wars: Knights of the Old Republic. |
| Huyang            | Voz: David Tennant (The Clone Wars, Ahsoka)                                          | Un antiguo droide que durante siglos supervisó la construcción de sables de luz para la Orden Jedi. |
| IG-11             | Voz: Taika Waititi (The Mandalorian)                                                 | Cazarrecompensas y droide asesino que se une brevemente al Mandaloriano para encontrar y matar al Niño. Sin embargo, luego es traicionado y destruido por el Mandaloriano, que quería recuperar al Niño con vida. Más tarde es reconstruido y reprogramado por Kuiil para servir como aliado del Mandaloriano. Durante la pelea del grupo con el Remanente Imperial de Moff Gideon, IG-11 cuida al Niño y luego trata al Mandaloriano cuando está herido, antes de sacrificarse y activar su mecanismo de autodestrucción para permitir que los demás escapen. |
| IG-88B            | Voz: Matthew Wood (Forces of Destiny)                                                | |
| General Kalani    | Voz: Gregg Berger (The Clone Wars, Rebels)                                           | Un droide táctico Separatista que sirvió en las Guerras Clon. Lideró a sus fuerzas para tomar el control y ocupar el planeta Onderon. Sus fuerzas se enfrentaron con una banda de rebeldes entrenados por algunos Jedi y dirigidos por Saw Gerrera para liberar el planeta del control Separatista. Incapaz de frustrar el levantamiento, Kalani y los restos de sus fuerzas evacuaron al planeta Agamar. Él y sus tropas lograron sobrevivir y esconderse allí, resistiendo una orden de cierre emitida a todo el ejército droide después de que terminaron las Guerras Clon. Kalani luego se encontró con el Capitán Rex, Ezra Bridger, Kanan Jarrus y Zeb Orrelios quienes visitaron el planeta en busca de suministros de batalla y, después de una batalla con ellos, finalmente decidió ayudarlos a defenderse del opresivo Imperio Galáctico. Sin embargo, se negó a unirse a la rebelión porque creía que las probabilidades de su causa parecían demasiado altas. |
| K-2SO             | Alan Tudyk (Rogue One, Andor)                                                        | Droide de seguridad imperial robado y reprogramado por la Alianza en Rogue One. Su apariencia lo hace útil cuando se infiltra en instalaciones y puestos de avanzada imperiales, pero como resultado de su reprogramación, tiene una tendencia a expresar sus pensamientos sin rodeos y sin tacto. Es destruido por soldados de asalto mientras protege a Jyn Erso y Cassian Andor durante la incursión de la Alianza Rebelde en las instalaciones de almacenamiento de datos imperiales en Scarif para robar los esquemas de la Estrella de la Muerte. |
| L0-LA59           |                                                                                      | Compañero droide de una joven princesa Leia en Obi-Wan Kenobi. |
| L3-37             | Phoebe Waller-Bridge (Solo: A Star Wars Story)                                       | La confiable droide piloto mano derecha de Lando Calrissian, y copiloto original del Halcón Milenario, L3-37 es una revolucionaria robótica sensata que libera a los droides en las minas de especia de Kessel. En una ocasión, cuando Lando le pregunta si necesita algo fuera de la cabina, ella bromea con "igualdad de derechos". |
| ME-8D9            |                                                                                      | Un "droide de protocolo antiguo de fabricación desconocida" que reside y trabaja como traductor en el castillo de Maz Kanata en Takodana en The Force Awakens. |
| NED-B             | Dustin Ceithamer (Obi-Wan Kenobi)                                                    | Droide cargador silencioso que trabaja con la desertora imperial Tala Durith en Obi-Wan Kenobi. |
| OOM-9             |                                                                                      | Droide de combate de mando que lideró el ejército de droides de la Federación de Comercio durante la invasión de Naboo en The Phantom Menace. Destruido cuando Anakin destruye la nave de la Federación de Comercio en órbita de Naboo. |
| PZ-4CO            |                                                                                      | |
| Q9-0 (aka "Zero") | Voz: Richard Ayoade (The Mandalorian)                                                | Miembro droide de la tripulación de Ranzar Malk, que intenta liberar a uno de sus asociados, Qin, de un transporte de la Nueva República con la ayuda del Mandaloriano. La tripulación planeó en secreto abandonar al Mandaloriano una vez que liberaran a Qin, pero él había anticipado su traición y los dejó a todos atrás en el transporte, con la excepción de Q9-0, que se quedó a bordo de la nave del Mandaloriano, el Razor Crest; en cambio, el Mandaloriano le disparó y lo destruyó después de intentar matar al Niño. |
| R2-D2             | Kenny Baker (Episodios I–VI, VII; consultor) Jimmy Vee (Episodios VII–IX, Rogue One) | Droide astromecánico R2 leal que se une a varios personajes a lo largo de la continuidad de la Saga Skywalker, en particular acompañando a tres generaciones: Anakin y Luke Skywalker, y Rey Palpatine. R2 también era conocido por su compañía con el droide de protocolo C-3PO. |
| R2-KT             |                                                                                      | Droide astromecánico R2 rosa (idéntico a un R2-D2 pero con detalles en rosa en lugar de azul) que aparece por primera vez en The Clone Wars y luego brevemente en escenas en la base de la Resistencia en The Force Awakens. El droide también es un personaje jugable en el videojuego Lego Star Wars: The Force Awakens. R2-KT fue nombrado en honor a Katie Johnston, fanática de Star Wars y paciente de cáncer de siete años. |
| R3-S6             |                                                                                      | Droide astromecánico de reemplazo para Anakin cuando R2 se pierde en The Clone Wars. Más tarde se revela que trabaja como espía para el general Grievous y, posteriormente, es destruido por el propio R2-D2. |
| R4-P17            |                                                                                      | Apodado "Arfour", este droide astromecánico acompaña a Obi-Wan Kenobi en su misión a Kamino en Attack of the Clones, y está asignado a Kenobi durante gran parte de las Guerras Clon (apareciendo en varios episodios de la serie The Clone Wars). R4 es decapitado por Buzz Droids en Revenge of the Sith y es reemplazado por R4-G9. |
| R5-D4             |                                                                                      | Droide astromecánico vendido originalmente a Owen Lars en Tatooine en A New Hope, que inmediatamente funciona mal y es reemplazado por R2-D2. El droide es actualmente propiedad de Din Djarin con la esperanza de explorar Mandalore. Este droide también recibió el lanzamiento de una figura de acción durante la segunda ola de la línea original de figuras de acción de Star Wars de Kenner. |
| R7-A7             |                                                                                      | Droide astromecánico propiedad de Ahsoka Tano en The Clone Wars. Cuando se emite la Orden 66, él ayuda a Ahsoka, pero es destruido por soldados clon que buscan ejecutarla. |
| RA-7              |                                                                                      | Apareciendo originalmente en la película Star Wars de 1977, estos droides de protocolo son utilizados principalmente por oficiales imperiales como sirvientes. También se les conoce como "droides insectos" o "droides de la Estrella de la Muerte", debido a la gran cantidad que se usa a bordo de la Estrella de la Muerte. Un droide RA-7 apodado "Death Star Droid", fue producido para la línea de figuras de acción de Star Wars de Kenner en 1978. El droide tipo RA-7 llamado AP-5 tiene un papel recurrente en Star Wars Rebels, ayudando al Escuadrón Fénix de Hera Syndulla. |
| TC-14             | John Fensom (The Phantom Menace) Voz: Lindsay Duncan (The Phantom Menace)            | Droide de protocolo que aparece al comienzo de The Phantom Menace, sirviendo bebidas a Obi-Wan Kenobi y Qui-Gon Jinn a bordo del buque insignia de la Federación de Comercio, Saak'ak. |
| Todo 360          | Voz: Seth Green (The Clone Wars, The Bad Batch)                                      | El droide de servicio técnico de Cad Bane en The Clone Wars y The Bad Batch. |
| U9-C4             |                                                                                      | Droide astromecánico tímido enviado en una misión con D-Squad, una unidad especial totalmente droide en The Clone Wars. |
| WAC-47            | Voz: Ben Diskin (The Clone Wars)                                                     | "Droide de pozo" demasiado excitable que se asigna a un grupo especial de droides de la República, D-Squad, para robar un módulo de cifrado de los Separatistas en The Clone Wars. |